# Strophitus alabamensis
Strophitus alabamensis är en musselart som beskrevs av Lea. Strophitus alabamensis ingår i släktet Strophitus och familjen målarmusslor. Inga underarter finns listade i Catalogue of Life.